# Campeonato Europeu de Hóquei em Patins sub-20 2012
O Campeonato Europeu de Hóquei em Patins de Juniores 2012 foi a 48ª edição do Campeonato Europeu de Hóquei em Patins sub20, que se realiza de 2 em 2 anos. Realizou-se em Saint Omer, França, entre os dias 29 de Outubro e 2 de Novembro de 2012. Portugal defendeu com sucesso o seu título (obtido em 2010 na Itália) na final frente a Espanha.

## Fase de grupos

### Grupo A
| Selecções | Pts | J | V | E | D | GM | GS | DG  |
| --------- | --- | - | - | - | - | -- | -- | --- |
| Portugal  | 9   | 3 | 3 | 0 | 0 | 37 | 2  | 35  |
| França    | 4   | 3 | 1 | 1 | 1 | 11 | 9  | 2   |
| Alemanha  | 4   | 3 | 1 | 1 | 1 | 16 | 14 | 2   |
| Holanda   | 0   | 3 | 0 | 0 | 3 | 0  | 39 | -39 |

29 de Outubro de 2012
|          | Jogo |          |
| -------- | ---- | -------- |
| Alemanha | 0-11 | Portugal |
| França   | 6-0  | Holanda  |

30 de Outubro de 2012
|          | Jogo |         |
| -------- | ---- | ------- |
| Portugal | 20-0 | Holanda |
| Alemanha | 3-3  | França  |

31 de Outubro de 2012
|         | Jogo |          |
| ------- | ---- | -------- |
| Holanda | 0–13 | Alemanha |
| França  | 2–6  | Portugal |

### Grupo B
| Selecções  | Pts | J | V | E | D | GM | GS | DG  |
| ---------- | --- | - | - | - | - | -- | -- | --- |
| Espanha    | 9   | 3 | 3 | 0 | 0 | 18 | 4  | 14  |
| Itália     | 6   | 3 | 2 | 0 | 1 | 14 | 7  | 7   |
| Suíça      | 3   | 3 | 1 | 0 | 2 | 9  | 14 | -5  |
| Inglaterra | 0   | 3 | 0 | 0 | 3 | 3  | 19 | -16 |

29 de Outubro de 2012
|         | Jogo |            |
| ------- | ---- | ---------- |
| Espanha | 6-1  | Inglaterra |
| Itália  | 5-2  | Suíça      |

30 de Outubro de 2012
|            | Jogo |         |
| ---------- | ---- | ------- |
| Inglaterra | 0-7  | Itália  |
| Suiça      | 1-7  | Espanha |

31 de Outubro de 2012
|         | Jogo |            |
| ------- | ---- | ---------- |
| Suiça   | 6-2  | Inglaterra |
| Espanha | 5-3  | Itália     |

## Fase final

### Apuramento do campeão
|  | Quartas de final            | Quartas de final      |                       |        | Semifinais     | Semifinais     |  |  | Final                 | Final |
|  |                             |                       |                       |        |                |                |  |  |                       |       |
|  | 1 de Novembro de 2012 (J13) |                       |                       |        |                |                |  |  |                       |       |
|  |                             |                       |                       |        |                |                |  |  |                       |       |
|  | Portugal                    | 14                    |                       |        |                |                |  |  |                       |       |
|  | Portugal                    | 14                    | 2 de Novembro de 2012 |        |                |                |  |  |                       |       |
|  | Inglaterra                  | 1                     |                       |        |                |                |  |  |                       |       |
|  | Inglaterra                  | 1                     | Portugal              | 11     |                |                |  |  |                       |       |
|  | 1 de Novembro de 2012 (J15) |                       | Portugal              | 11     |                |                |  |  |                       |       |
|  |                             | Alemanha              | 1                     |        |                |                |  |  |                       |       |
|  | França                      | Alemanha              | 1                     | 8      |                |                |  |  |                       |       |
|  | França                      |                       | 3 de Novembro de 2012 | 8      |                |                |  |  |                       |       |
|  | Suíça                       | 2                     |                       |        |                |                |  |  |                       |       |
|  | Suíça                       | 2                     | Portugal              | 4      |                |                |  |  |                       |       |
|  | 1 de Novembro de 2012 (J16) |                       | Portugal              | 4      |                |                |  |  |                       |       |
|  |                             | Espanha               | 3                     |        |                |                |  |  |                       |       |
|  | Alemanha                    | Espanha               | 3                     | 5      |                |                |  |  |                       |       |
|  | Alemanha                    | 2 de Novembro de 2012 |                       | 5      |                |                |  |  |                       |       |
|  | Itália                      | 2                     |                       |        |                |                |  |  |                       |       |
|  | Itália                      | 2                     | Espanha               | 6      | Terceiro lugar | Terceiro lugar |  |  |                       |       |
|  | 1 de Novembro de 2012 (J14) |                       | Espanha               | 6      | Terceiro lugar | Terceiro lugar |  |  |                       |       |
|  |                             | França                | 0                     |        |                |                |  |  |                       |       |
|  | Holanda                     | França                | 0                     | 0      | Alemanha       | (2)            |  |  |                       |       |
|  | Holanda                     |                       |                       | 0      | Alemanha       | (2)            |  |  |                       |       |
|  | Espanha                     | 9                     |                       | França | (3)            |                |  |  |                       |       |
|  | Espanha                     | 9                     |                       |        | (3)            |                |  |  |                       |       |
|  |                             |                       |                       |        |                |                |  |  | 3 de Novembro de 2012 |       |
|  |                             |                       |                       |        |                |                |  |  |                       |       |

### 5º ao 8º lugar
|  | Etapa classificatória | Etapa classificatória |   |                       | Quinto lugar          | Quinto lugar |  |
|  |                       |                       |   |                       |                       |              |  |
|  | 2 de Novembro de 2012 |                       |   |                       |                       |              |  |
|  | Inglaterra            | 2                     |   |                       |                       |              |  |
|  | Itália                | 9                     |   |                       |                       |              |  |
|  |                       |                       |   |                       |                       |              |  |
|  |                       |                       |   |                       | 3 de Novembro de 2012 |              |  |
|  |                       |                       |   |                       | Itália                | 5            |  |
|  |                       | Suíça                 | 3 |                       |                       |              |  |
|  |                       |                       |   |                       |                       |              |  |
|  |                       |                       |   |                       |                       |              |  |
|  |                       |                       |   |                       | Sétimo lugar          |              |  |
|  | 2 de Novembro de 2012 | 2 de Novembro de 2012 |   | 3 de Novembro de 2012 | 3 de Novembro de 2012 |              |  |
|  | Holanda               | 0                     |   | Inglaterra            | 5                     |              |  |
|  | Suíça                 | 9                     |   |                       | Holanda               | 4            |  |

| Pos | País              |
| --- | ----------------- |
| 1   | Portugal          |
| 2   | Espanha           |
| 3   | França e Alemanha |
| 5   | Itália            |
| 6   | Suíça             |
| 7   | Inglaterra        |
| 8   | Holanda           |